# Pokémon Home
Pokémon Home è sia un'app mobile gratuita che un gioco per Nintendo Switch sviluppato da ILCA e pubblicato da The Pokémon Company a febbraio 2020. Il suo utilizzo principale è di servire da archiviazione cloud per Pokémon. Altri usi includono la sostituzione del Global Trading System (GTS) escluso da Pokémon Spada e Pokémon Scudo, e la possibilità di trasferire Pokémon dal precedente sistema di archiviazione, la Banca Pokémon per Nintendo 3DS, così come Pokémon Go.
Pokémon Home ha due versioni differenti; la versione per Nintendo Switch e la versione mobile. Entrambe le versioni sono collegate tramite un account Nintendo ed esiste sia sotto forma di piano base gratuito che come piano premium a pagamento. Tutti gli utenti di entrambe le versioni possono anche accedere a un Pokédex nazionale che si aggiorna man mano che i Pokémon vengono depositati in Home. Se un utente completa questo Pokédex, riceve una speciale Magearna come ricompensa. Il piano Premium consente agli utenti di trasferire i Pokémon dalla Banca Pokémon ai box di Home utilizzando entrambe le versioni, sebbene si tratti di un trasferimento unidirezionale e di visualizzare anche i "valori individuali" di un Pokémon. Gli utenti di entrambe le versioni possono trasferire unidirezionalmente Pokémon da Pokémon Go a Pokémon Home senza bisogno di un piano premium.